# 田中清光
田中 清光（たなか　きよみつ／せいこう、1931年3月19日 - ）は、日本の詩人。
長野県更級郡稲荷山町（現・千曲市）生まれ。旧制上田中学（現長野県上田高等学校）卒。八十二銀行の銀行員として45歳まで勤務した後、詩人を目指して上京した。1952年「愛と生命のために」を発表。詩誌「アルビレオ」「花粉」「オルフェ」などの同人となる。戦前の「四季」派につながるリリシズムの詩集、詩論を刊行。94年『風の家』で日本詩人クラブ賞受賞。97年『岸辺にて』で詩歌文学館賞。2001年「再生」で山本健吉文学賞受賞。2008年「風景は絶頂をむかえ」で三好達治賞受賞。山を愛し、山岳詩と称される作品を多数発表している。長野県上田市在住。

## 著書
- 立原道造 ユリイカ 1954 (アルビレオ叢書)
- 立原道造の生涯と作品 ユリイカ 1956
- 収穫祭 詩集 ユリイカ 1960
- 詩人八木重吉 麦書房 1969
- にがい愛 弥生書房 1970
- 蝶の道 青娥書房 1976
- 山脈韻律 詩集 麦書房 1976.10
- 信濃の四季 スキージャーナル 1977.10 (自然と人間シリーズ）
- 堀辰雄 魂の旅 文京書房 1978.9
- 信州の鎌倉 塩田平古寺巡礼 クリエイティブセンター 1979.4
- 安曇野・碌山美術館 クリエイティブセンター 1981.8
- 山上の竪琴 文京書房 1982.6
- 世紀末のオルフェたち 日本近代詩の水脈 筑摩書房 1985.4
- 山と詩人 文京書房 1986.4
- 立山 時事通信社 1987.5
- 上高地 時事通信社 1988.4
- 山村暮鳥 筑摩書房 1988.4
- 山のメルヒェン 文京書房 1989.12
- 月映の画家たち 田中恭吉・恩地孝四郎の青春 筑摩書房 1990.12
- 詩人の山 わたしの詞華集 恒文社 1994.7
- 岸辺にて 思潮社 1996.8
- 大正詩展望 筑摩書房 1996.8
- 田中清光詩集 思潮社 1998.5 (現代詩文庫)
- 再生 詩集 思潮社 2000.6
- 魂鎮め 思潮社 2001.11
- 終わりと始まりと 思潮社 2003.10
- 過ぎゆくものに 思潮社 2005.10
- 風景は絶頂をむかえ 思潮社 2007.5
- 北方 思潮社 2009.7
- 三千の日 思潮社 2011.10
- 夕暮れの地球から 思潮社　2013.10

## 編纂
- 八木重吉 未発表遺稿と回想 吉野登美子共編 麦書房 1971
- 八木重吉文学アルバム 筑摩書房 1984.2
- 山の詩集 串田孫一共編 筑摩書房 1991.7
- 花の詩集 串田孫一共編 筑摩書房 1995.5

## 注
1. ↑  三好達治賞に田中清光さん　詩集「風景は絶頂をむかえ」

## 参考
- 「日本人名大事典」 日外アソシエーツ